# Nyírmártonfalva
Nyírmártonfalva ist eine ungarische Gemeinde im Kreis Nyíradony im Komitat Hajdú-Bihar.

## Geografische Lage
Nyírmártonfalva liegt 21,5 Kilometer nordöstlich des Komitatssitzes Debrecen und 12 Kilometer südlich der Kreisstadt Nyíradony. Nachbargemeinden sind Nyíracsád und Vámospércs.

## Geschichte
Im 15. Jahrhundert wurde der Ort schriftlich unter dem Namen Mártonfalva erwähnt. Im Jahr 1913 gab es in der damaligen Großgemeinde 309 Häuser und 2428 Einwohner auf einer Fläche von 15.718 Katastraljochen. Sie gehörte zu dieser Zeit zum Bezirk Ligetalja im Komitat Szabolcs.

## Söhne und Töchter der Gemeinde
- Gábor Mocsár (1921–1988), ungarischer Schriftsteller und Journalist

## Sehenswürdigkeiten
- Forsthaus (Erdészeti Irodaház)
- Heimatmuseum (Falumúzeum)
- Hubertus-Eiche (Hubertus tölgy)
- Griechisch-katholische Kirche Szent Miklós püspök, erbaut 1956
- Reformierte Kirche, erbaut 1867
- Weltkriegsdenkmal (I. és II. világháborús emlékmű)

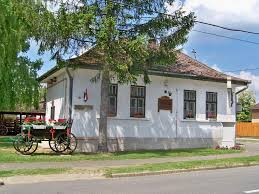
Heimatmuseum
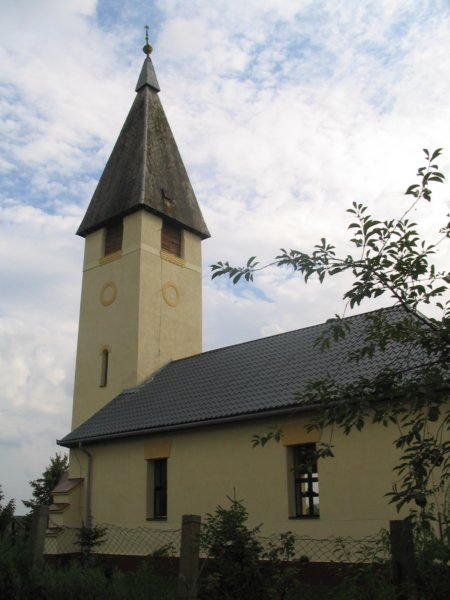
Reformierte Kirche
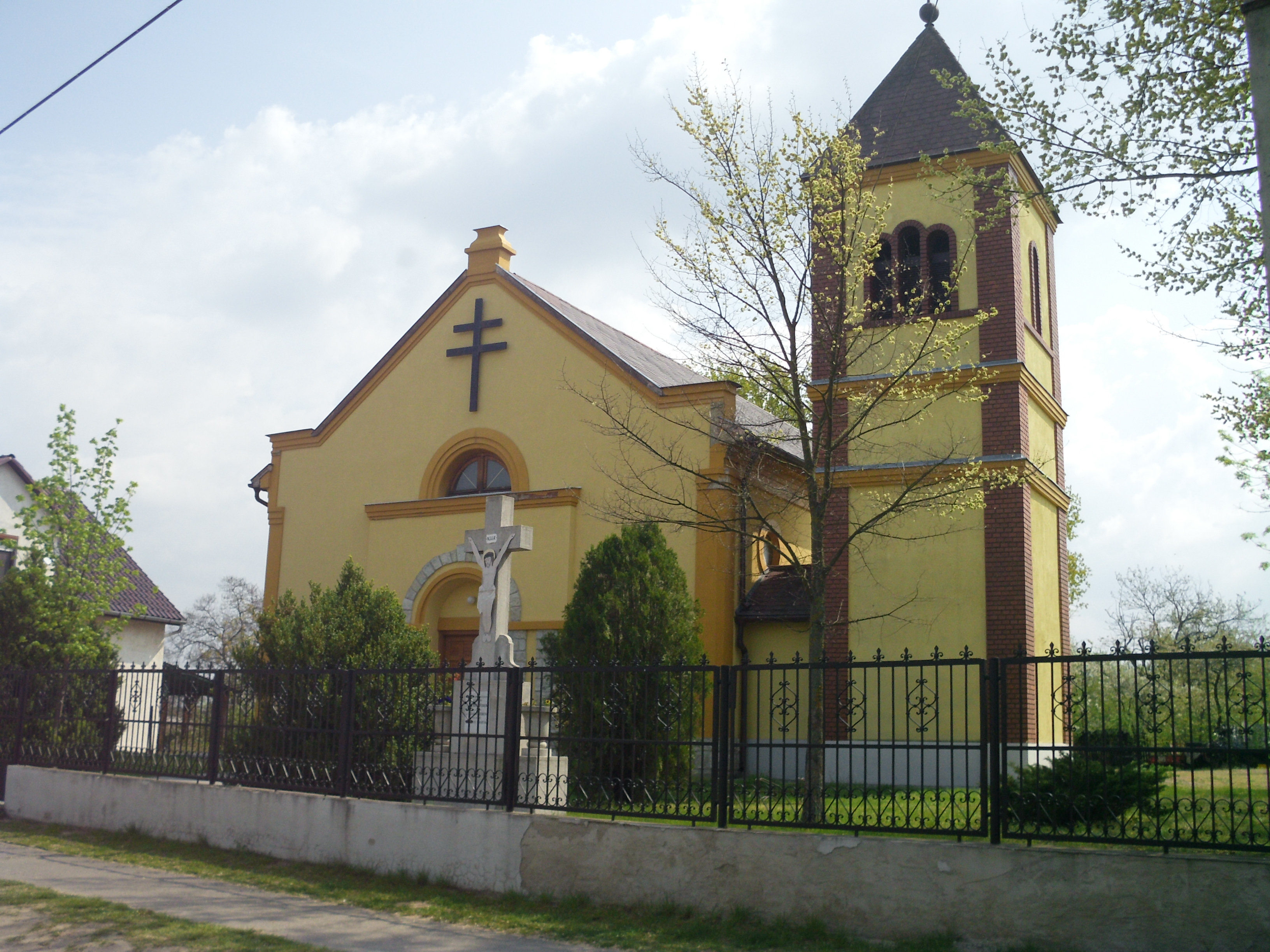
Griechisch-katholische Kirche Szent Miklós püspök

## Verkehr
Durch Nyírmártonfalva verläuft die Landstraße Nr. 4905. Der nächstgelegene Bahnhof befindet sich ungefähr sechs Kilometer südlich in Vámospércs.